# Václav Joachim
Václav Joachim (13. listopadu 1876, Březnice – 7. července 1945, Praha) byl český právník, vysokoškolský profesor a státní úředník, dlouholetý funkcionář Právnické jednoty v Praze.

## Život
Václav Joachim se narodil v Březnici. Gymnázium vychodil v Táboře roku 1896. Právnická studia nastoupil na Právnické fakultě Univerzity Karlovy. Roku 1902 započal svou úřednickou kariéru na magistrátě hlavního města Prahy. V letech 1909–1919 byl tajemníkem Svazu českých měst. Po říjnovém převratu 1918 se stal díky Jiřímu Hoetzelovi vedoucím úředníkem ministerstva vnitra, konkrétně přednostou ústavního oddělení legislativního odboru. Od roku 1922 povýšil přímo na vedoucího legislativního odboru.
Učitelem byl Václav Joachim jakožto docent a posléze profesor na pražské Vysoké škole technické. Působil též jako ředitel Svobodné školy politických nauk v Praze.
Dlouhá léta byl Václav Joachim funkcionářem Právnické jednoty v Praze. II. jednatelem se stal roku 1911, I. jednatelem roku 1919, II. náměstkem roku 1922, I. náměstkem roku 1931 a nakonec starostou se stal roku 1937 a byl jím až do své smrti. Zemřel na následky mrtvice na II. interní klinice Všeobecné fakultní nemocnice v Praze

## Dílo
Václav Joachim byl autorem novely k obecnímu zřízení č. 76/1919 Sb., pracoval na balíčku zákonů o velké Praze č. 114–116/1920 Sb. V ústavní listině stojí Joachim za články 43 a 44. Je též původcem zákona o ústavním soudu.
Chronologický přehled díla Václava Joachima:
- Osvobození obcí a jiných korporací samosprávných od kolků a poplatků (Samosprávný obzor, 1908),
- K poslední vládní osnově zákona o užívání obou jazyků zemských při samosprávných úřadech v král. Českém (Právník, 1910),
- Součinnost právníků a techniků ve veřejné správě (Správní obzor, 1910),
- Poplatkový ekvivalent (Právník, 1911),
- Zur Lösung der prizipiellen Streitfragen betreffend das Gebührenäquivalent (Zeitschrift für Verwaltung, 1911),
- Podvody volební a jejich vliv na platnost voleb (Právnické rozhledy, 1913),
- Spadá výkon voleb obecních do samostatné nebo přenesené působnosti obecní? (Správní obzor, 1914),
- Služební poměr mobilisovaných úředníků obecních a okresních (Správní obzor, 1916),
- K otázce poměrného zastoupení (Správní obzor, 1917),
- Řád volení v obcích (1919),
- Státní občanství v naší republice podle mírových smluv (Věstník ministerstva vnitra, 1919),
- Naše ústava (1920),
- Jak hospodaří obec (1922),
- Co má věděti každý občan (Knihy pro každého, 1922; II. vyd. 1923; II. vyd. 1928),
- K otázce poměrného zastoupení a vázaných listin (Naše doba, 1924),
- K otázce dvou komor a hospodářského parlamentu (Naše doba, 1925),
- President republiky v cizině a u nás (Naše samospráva, 1927),
- Všeobecná policejní pravomoc státních úřadů politických a policejních (Věstník ministerstva vnitra, 1928),
- Volič – strana – poslanec (Moderní stát, 1928),
- Komentář k zákonu o reformě politické správy a souvislých zákonů (Správa zemská a okresní, 1928),
- Veto presidenta republiky u nás a v cizině (Časopis Svobodné školy politických nauk, 1930),
- První desetiletí ústavní listiny (Věstník ministerstva vnitra, 1930),
- Nová úprava hospodářství obecního a okresního (Veřejná správa, 1931),
- Poměrné zastoupení a imperativní mandát (Háchova pocta, 1932),
- Vázané volební listiny (Nové Čechy, 1933),
- K prvnímu sjezdu právníků slovanských států (Veřejná správa, 1933),
- Poznámky k zákonu o trestním stíhání prezidenta republiky a členů vlády (Hoetzlova pocta, 1934),
- Registrace stran jako problém právní (Veřejná správa, 1935),
- Úprava okresních a obecních financí podle zákona č. 69/1935 Sb. (Veřejná správa, 1935),
- Nový zákon o nejvyšším správním soudě (Veřejná správa, 1937),
- K novému jednacímu řádu nejvyššího správního soudu (Veřejná správa, 1937),
- Zákon o obraně státu s hlediska práva ústavního (Lašťovkova pocta, 1937),
- Sbírka vzorců podání ve věcech práva správního (spolu s Dr A. Štaflem, 1937),
- Nová ústava republiky (Veřejná správa, 1939).

Pro Slovník veřejného práva československého zpracoval Václav Joachim tato hesla:
- Akademie práce,
- Červený kříž,
- Denisův fond,
- Holubi poštovní,
- Javorina,
- Jazykové právo (historická část týkající se samosprávy),
- Kobliny,
- Novinářství,
- Lidové kursy občanské výchovy,
- Ochrana ptactva,
- Opce v právu československém,
- Praha,
- Samospráva (Statutární města) a
- Smlouvy mezinárodní a československý právní řád.

Roku 1940 uveřejnil Václav Joachim v Právníku krátký článek o 75. výročí Právnické jednoty v Praze. Zakončil jej úvahou vyjadřující naději:
| „ | Tedy nikoli poroučení, ale služba, ne poměr mocenský, ale mravní je pravým základem státu – a se strany občanů vzato: nikoli otrocká poroba, ale oddanost a důvěra jejich je nejpevnější oporou státu a práva... Stát a právo mají ideální poslání: vésti výše nad zmatky a spory denního života, vyrovnávati jeho tvrdosti a nedostatky s hlediska vyšší sociální, hospodářské a kulturní spravedlnosti, zejména krotiti zpupné a podpírati slabé. V tomto ideálním pojímání práva, spojeném s hlubokou, vroucí láskou k národu a zvláště k jeho jazyku, zůstáváme i dnes a zůstaneme my, čeští právníci, i v budoucnosti, vždy, ať se děje cokoli, věrnými následovníky zakladatelů Jednoty z r. 1864. V tomto odhodlání můžeme zajisté plným právem – zejména při důvodném vědomí síly vyplývající z pokroku dosaženého, jak naznačeno, v uplynulých 75 letech – spatřovati bezpečnou záruku, že se národu našemu zdaří šťastně překonati dnešní světovou krisi, že z ní vyjde posílen, očištěn a zocelen, a že za 25 let dalších budeme moci my, resp. naši nástupci, vzpomínati za slunné pohody celého národa stého výročí založení naší Jednoty. Státy vznikají a rostou, ale také upadají a zanikají, vládcové přicházejí a odcházejí, ale národy trvají.... | “ |